# Babynino
Babynino (in russo Бабынино?) è un villaggio della Russia europea, nell'oblast' di Kaluga; è il centro amministrativo del distretto Babyninskij.
Si trova 40 km a sud-ovest di Kaluga.